# Stazione di Corso Vittorio Emanuele
Stazione di Corso Vittorio Emanuele vasútállomás Olaszországban, Nápoly településen.

## Vasútvonalak
Az állomást az alábbi vasútvonalak érintik:
- Cumana-vasútvonal

## Kapcsolódó állomások
A vasútállomáshoz az alábbi állomások vannak a legközelebb:
- Stazione di Fuorigrotta (Stazione di Torregaveta, Cumana-vasútvonal)
- Stazione di Montesanto (SEPSA) (Stazione di Montesanto (SEPSA), Cumana-vasútvonal)